# West Springfield (Massachusetts)
West Springfield é uma cidade localizada no condado de Hampden no estado estadounidense de Massachusetts. No Censo de 2010 tinha uma população de 28.391 habitantes e uma densidade populacional de 625,6 pessoas por km².

## Geografia
West Springfield encontra-se localizada nas coordenadas 42° 07′ 32″ N, 72° 38′ 59″ O. Segundo a Departamento do Censo dos Estados Unidos, West Springfield tem uma superfície total de 45.38 km², da qual 43.29 km² correspondem a terra firme e (4.62%) 2.1 km² é água.

## Demografia
Segundo o censo de 2010, tinha 28.391 pessoas residindo em West Springfield. A densidade populacional era de 625,6 hab./km². Dos 28.391 habitantes, West Springfield estava composto pelo 86.32% brancos, o 3.31% eram afroamericanos, o 0.23% eram amerindios, o 4.41% eram asiáticos, o 0.05% eram insulares do Pacífico, o 3.38% eram de outras raças e o 2.3% pertenciam a duas ou mais raças. Do total da população o 8.7% eram hispanos ou latinos de qualquer raça.